# ...Să ucizi o pasăre cântătoare (film)
...Să ucizi o pasăre cântătoare  (în engleză To Kill a Mockingbird) este un film american dramatic din 1962. A fost regizat de Robert Mulligan după romanul omonim al scriitoarei Harper Lee, care a primit premiul Pulitzer în 1960 pentru acest roman. Protagoniștii filmului sunt actorii Gregory Peck, Mary Badham, Phillip Alford, John Megna. Filmul a marcat debutul cinematografic al actorilor Robert Duvall, William Windom și Alice Ghostley.
A primit trei premii Oscar (cel mai bun actor - Gregory Peck; cel mai bun scenariu adaptat - Horton Foote și cea mai bună scenografie - Alexander Golitzen, Henry Bumstead și Oliver Emert).

## Conținut

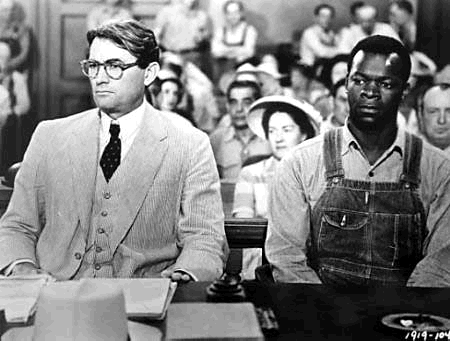
Atticus Finch și Tom Robinson în timpul procesului (scenă din film)

Filmul este povestit de adulta Jean Louise „Scout” Finch. Tânăra Scout și fratele ei mai mare pre-adolescent Jem locuiesc în orașul fictiv Maycomb, Alabama, la începutul anilor 1930. În ciuda veniturilor modeste ale familiei, copiii se bucură de o copilărie fericită, în grija tatălui văduv, Atticus Finch, și a menajerei de culoare a familiei, Calpurnia. În timpul verii, Jem, Scout și prietenul lor Dill se joacă și adesea îl caută pe Arthur „Boo” Radley, un vecin ciudat și retras care locuiește împreună cu fratele său Nathan. Copiii nu l-au văzut niciodată pe Boo, care iese rar din casă. În diferite ocazii, Jem a găsit obiecte mici puse într-o scorbură dintr-un copac de pe proprietatea familiei Radley. Printre obiecte se numără un ceas de buzunar stricat, o medalie veche pentru merite în ortografie, un cuțit de buzunar și două păpuși sculptate în săpun asemănătoare lui Jem și Scout.
Atticus, avocat, crede cu tărie că toți oamenii merită un tratament corect, mereu gata să întoarcă și celălalt obraz și să apere ceea ce crede. Mulți dintre clienții lui Atticus sunt fermieri săraci care îi plătesc serviciile legale cu diferite produse, lăsându-i deseori produse proaspete (nuci), lemne de foc etc. Munca lui Atticus ca avocat îi expune adesea pe Scout și Jem rasismului orașului, care este agravat de sărăcie. Prin urmare, copiii se maturizează mai repede.
Atticus este numit să-l apere pe Tom Robinson, un bărbat afroamerican acuzat că a violat o fată albă, Mayella Ewell. Atticus acceptă cazul, sporind tensiunea în oraș și provocându-le lui Jem și Scout neplăceri și conflicte în curtea școlii. Într-o seară înainte de proces, când Atticus stă în fața închisorii locale pentru a-l proteja pe Robinson, sosește o mulțime ca să îl linșeze pe Tom. Scout, Jem și Dill apar și întrerup neașteptat confruntarea. Scout, neștiind scopul gloatei, îl recunoaște pe domnul Cunningham și îi cere să-l salute pe fiului său Walter, colegul ei de clasă. Cunningham se jenează, iar gloata se dispersează.
La proces, se presupune că Tom a intrat pe proprietatea familiei Ewell la cererea lui Mayella de a desface în bucăți un șifonier și că Mayella ar fi fost bătută în acel moment. Printre argumentele defensive principale ale lui Atticus se numără faptul că brațul stâng al lui Tom a fost strivit de o presă de bumbac, totuși presupusul violator ar fi trebuit s-o atace pe Mayella cu mâna stângă înainte de a o viola. Atticus a menționat că tatăl fetei, Bob Ewell, este stângaci, sugerând că a bătut-o pe Mayella pentru că a surprins-o seducând un tânăr de culoare (Robinson). Atticus mai precizează că Mayella nu a fost niciodată examinată de un medic după presupusul atac. În boxa martorilor, Tom neagă că a atacat-o pe Mayella, dar afirmă că ea l-ar fi sărutat împotriva voinței sale. El mărturisește că a mai ajutat-o anterior pe Mayella cu diferite treburi la cererea ei, deoarece „i-a fost milă de ea” - cuvinte care duc la o reacție rapidă și negativă din partea procurorului.
În pledoaria sa de final, Atticus cere juriului, format numai din bărbați albi, să renunțe la prejudecățile lor rasiste și să se concentreze asupra nevinovăției evidente a lui Tom. Cu toate acestea, Tom este găsit vinovat de membrii juriului. Când Atticus iese din sala de judecată, publicul de culoare de la balcon se ridică în picioare pentru a-și arăta respectul și aprecierea.
Când Atticus ajunge acasă, șeriful Tate îl informează că Tom a fost ucis în timpul transferului său la închisoare, aparent în timp ce ar fi încercat să scape (cu toate că Atticus i-a dat speranțe cu un viitor recurs). Atticus, însoțit de Jem, merge la casa familiei lui Robinson pentru a-i informa despre moartea lui Tom. Apare Bob Ewell care îl scuipă în față pe Atticus, care nu reacționează.
Sosește toamna, iar Scout și Jem participă la un concurs școlar de Haloween în care Scout portretizează o bucată de șuncă. După concurs, Scout nu reușește să-și găsească rochia și pantofii, ceea ce o face să plece acasă cu Jem în timp ce poartă costumul mare și greu. În timp ce o iau pe scurtătură prin pădure, Scout și Jem sunt atacați. Costumul greoi al fetei o protejează, dar nu poate vedea mai nimic. Atacatorul îl lasă pe Jem inconștient, dar este el însuși atacat (și ucis) de un al doilea om care nu este văzut de Scout. Scout iese până la urmă din costumul ei și vede pe al doilea bărbat ducându-l pe Jem în casa lor. Scout îi urmează și aleargă și se aruncă în brațele unui frenetic Atticus. Încă inconștient, Jem, cu brațul rupt, este tratat de Doc Reynolds.
Scout îi spune șerifului Tate și tatălui ei ce s-a întâmplat, apoi observă un bărbat ciudat în spatele ușii dormitorului lui Jem. Atticus îi face cunoștință lui Scout cu Arthur Radley, pe care ea îl cunoaște sub numele de Boo. Boo a fost cel care i-a salvat pe Jem și Scout, după ce s-a luptat cu Bob Ewell și l-a dus pe Jem acasă. Șeriful spune că Ewell, voind aparent să se răzbune pe Atticus, după ce a fost umilit în instanță, a murit la locul atacului de la o rană de cuțit. Atticus presupune din greșeală că Jem l-a ucis pe Ewell în autoapărare, dar șeriful Tate își dă seama de adevăr - Boo l-a ucis pe Ewell pentru a proteja copiii. Dar, după cum îi spune lui Atticus, în raportul său oficial va afirma că Ewell a murit căzând pe propriul cuțit. El refuză să-l tragă pe Boo, dureros de timid și introvertit, în lumina reflectoarelor pentru eroismul său, insistând că ar fi un păcat. În timp ce Scout îl însoțtește pe Boo până la ușa casei sale, ea trasează o analogie surprinzător de precoce: compară atenția publică nedorită care l-ar fi copleșit pe Boo cu uciderea unei păsări cântătoare care nu face altceva decât să cânte pentru a bucura oamenii.

## Distribuție
- Gregory Peck – Atticus Finch
- Mary Badham – Scout
- Phillip Alford – Jem
- John Megna – Charles Baker "Dill" Harris
- Frank Overton – șeriful Heck Tate
- Rosemary Murphy – domnișoara Maudie Atkinson
- Ruth White – doamna Dubose
- Brock Peters – Tom Robinson
- Estelle Evans – Calpurnia
- Paul Fix – judecătorul John Taylor
- Collin Wilcox – Mayella Violet Ewell
- James Anderson – Robert E. Lee "Bob" Ewell
- Alice Ghostley – domnișoara Stephanie Crawford
- Robert Duvall – Arthur "Boo" Radley
- William Windom – Horace Gilmer, avocatul districtului
- Crahan Denton – Walter Cunningham
- Richard Hale – Nathan Radley
- Kim Stanley – naratoarea, vocea lui Scout ca adult (nemenționat)

## Premii și nominalizări
- 1963 - Premiile Oscar
  - cel mai bun actor lui Gregory Peck
  - cel mai bun scenariu adaptat lui Horton Foote
  - cea mai bună scenografie lui Alexander Golitzen, Henry Bumstead și Oliver Emert
  - nominalizare cel mai bun film lui Alan J. Pakula
  - nominalizare cel mai bun regizor lui Robert Mulligan
  - nominalizare cea mai bună actriță în rol secundar lui Mary Badham
  - nominalizare cea mai bună imagine (alb-negru) lui Russell Harlan
  - nominalizare cea mai bună coloană sonoră lui Elmer Bernstein
- 1963 - Globul de Aur
  - cel mai bun actor de dramă lui Gregory Peck
  - cel mai bun film promotor al prieteniei internaționale
  - cea mai bună coloană sonoră lui Elmer Bernstein
  - nominalizare cel mai bun film dramatic
  - nominalizare cel mai bun regizor lui Robert Mulligan
- 1964 - Premiile BAFTA
  - nominalizare cel mai bun film
  - nominalizare cel mai bun actor lui Gregory Peck
- 1963 - Festivalul Internațional de Film de la Cannes
  - Premiul Gary Cooper lui Robert Mulligan
  - Nominalizare Palme d'Or lui Robert Mulligan

- 1963 - David di Donatello
  - cel mai bun actor străin lui Gregory Peck
- 1963 - New York Film Critics Circle Award
  - nominalizare cel mai bun film
  - nominalizare cel mai bun scenarist lui Horton Foote
- 1963 - Eddie Award
  - nominalizare cel mai bun montaj lui Aaron Stell
- 1963 - DGA Award
  - nominalizare cea mai bună regie lui Robert Mulligan
- 1963 - Laurel Award
  - cel mai bun film
  - nominalizare cel mai bun actor protagonist lui Gregory Peck
  - nominalizare cea mai bună actriță în rol secundar lui Mary Badham
- 1999 - PGA Award
  - PGA Hall of Fame lui Alan J. Pakula
- 1963 - WGA Award
  - cel mai bun scenarist lui Horton Foote
- 2003 - Online Film & Television Association
  - cel mai bun film